# Caleta de Vélez

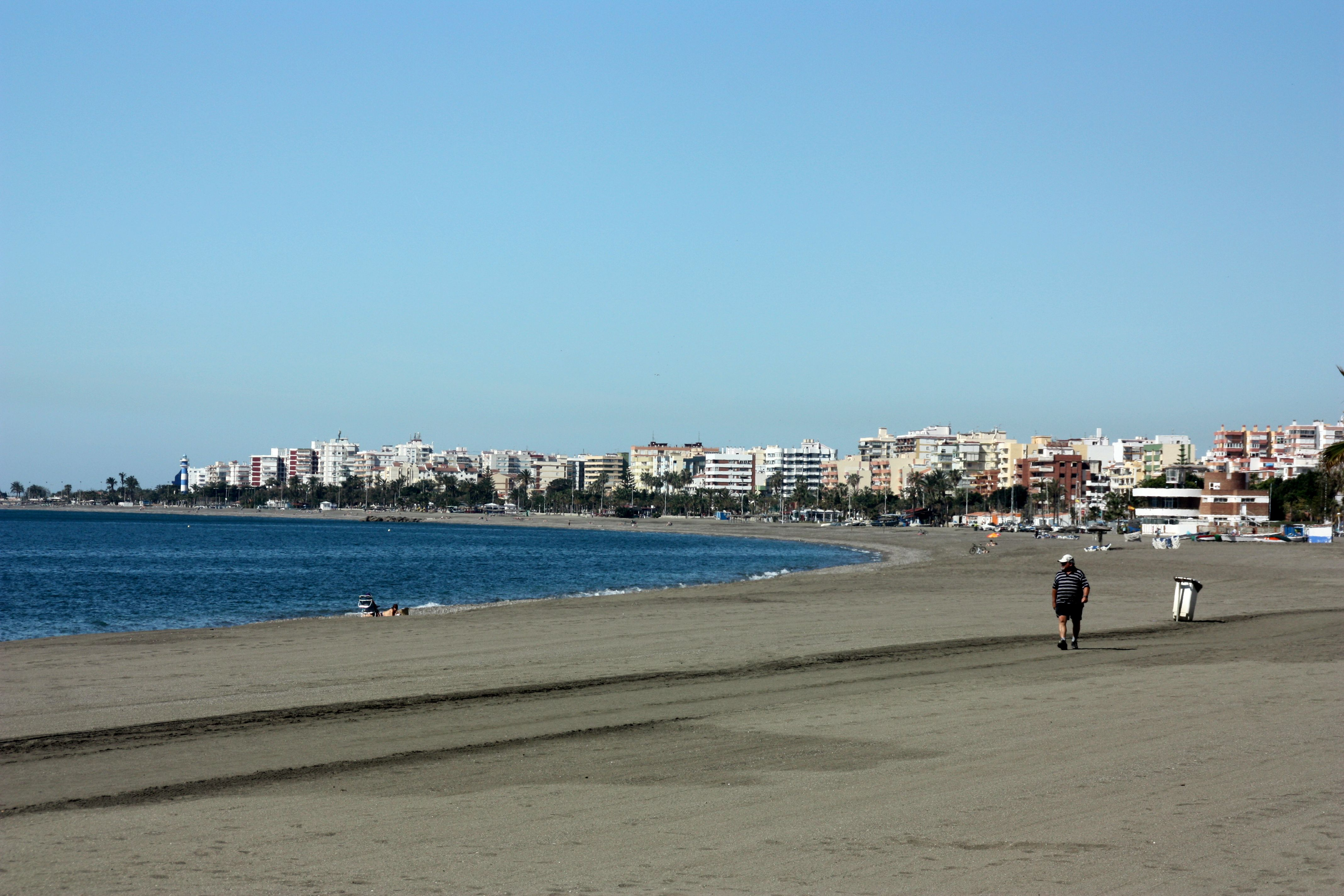
Playa de Caleta de Vélez

Caleta de Vélez es una localidad del municipio de Vélez-Málaga, en la provincia de Málaga, España. Se encuentra situada a 35 km de Málaga capital por la carretera N-340 y está ubicada en la comarca de la Axarquía.
Desde antiguo la zona era conocida como Pago de Trayamar, pues se extendía desde el río Seco hasta el río Algarrobo.

## Geografía
Se encuentra situado al sudeste de Málaga, a orillas del Mediterráneo, entre las localidades de Torre del Mar, al oeste, y Algarrobo Costa, al este. Su altura máxima sobre el nivel del mar es de 15 m y su extensión superficial de 4,2 km².[cita requerida]
Es una localidad de paisaje costero, el núcleo urbano se encuentra dividido por la carretera N-340. Su actividad principal es la pesca, siendo el puerto de La Caleta el puerto pesquero más importante de la provincia de Málaga, y el turismo de playa, como lo evidencia la existencia de numerosas urbanizaciones como: Baviera Golf, Rivera de Trayamar, Caleta del Sol, Puerto Caleta, Villas del Mediterráneo, etc.
Antiguamente existían barrios como: Barrio de Levante, La Porra, Barrio de Poniente, Las Casillas, Los Montosas y Trayamar o Ceregumil. Hoy en día hay varias cooperativas como: Virgen del Carmen, Virgen del Mar, San Antonio, San Miguel, etc.

## Actividad Comercial
Caleta de Vélez es una localidad donde existen numerosos bares y restaurantes donde degustar el típico pescado de la zona. Los sábados por la mañana siempre hay mercadillo en la calle paralela a la Avda de Andalucía. 
También cuenta con varios hoteles con excelentes servicios así como una amplia oferta de comercio local donde poder obtener todo aquello que necesite.
Una de las actividades más populares en la zona es la pesca, dado que es una zona costera. Antiguamente cerca del 90% de las personas vivían de ella y es uno de los motivos de que bastantes turistas la elijan como destino cada verano, el poder degustar el buen pescado fresco de la zona y en plena playa. 
Actualmente, ha descendido el porcentaje de personas que se dedican a la pesca,  para dedicarse al sector servicio, ya que se ha ido orientando a ser una zona dedicada al turismo.
Algo interesante es visitar la lonja de pescadores en el momento de la venta, aunque está prohibida para particulares.

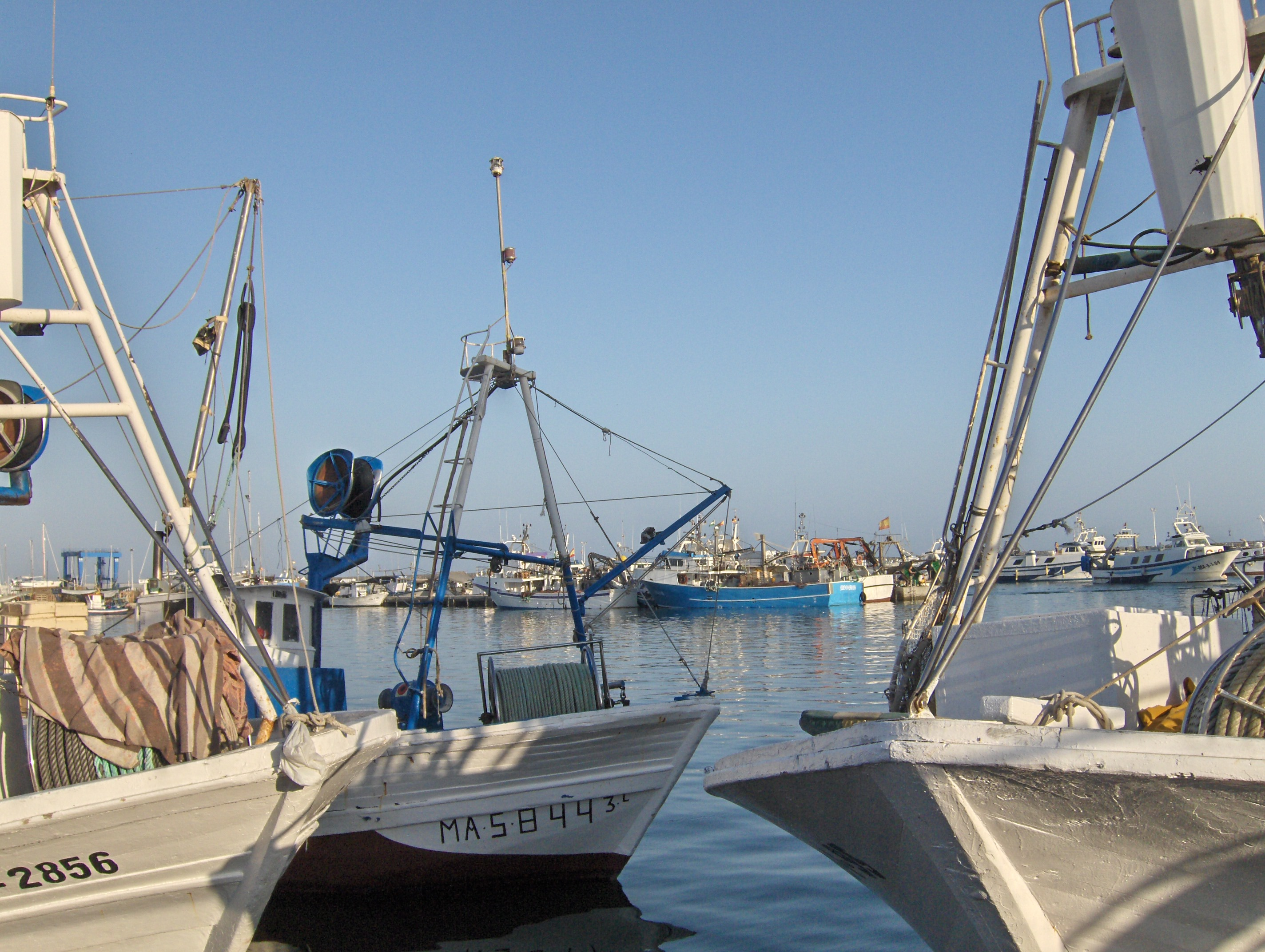
Puerto de La Caleta.

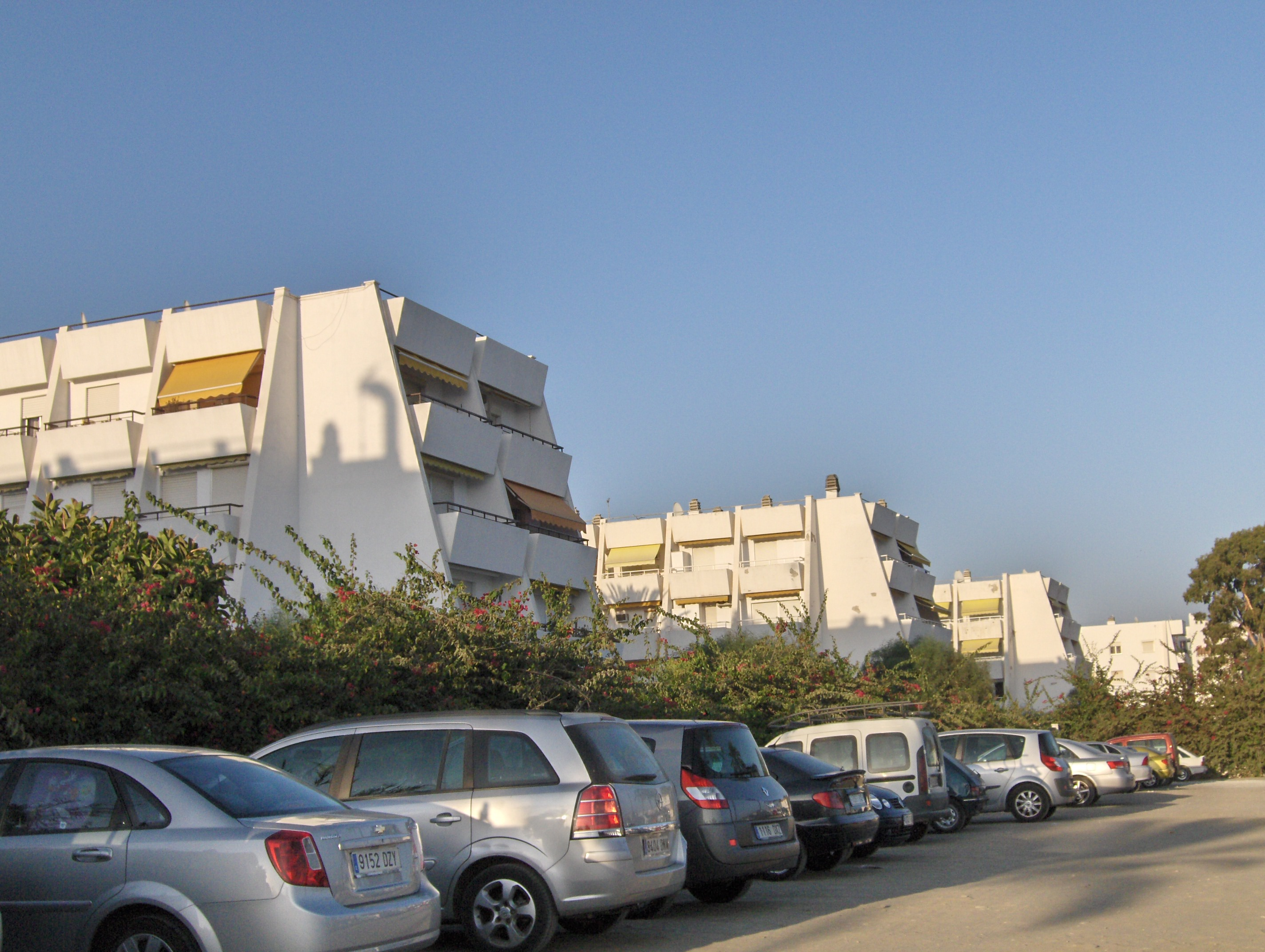
Apartamentos en Caleta de Vélez.

## Transporte
Para llegar a Caleta de Vélez pueden tomarse varias opciones. Si se desplaza desde Málaga en vehículo particular, coger la autovía A-7 en dirección Motril-Almería, cogiendo la salida hacia Caleta de Vélez.
Cuenta con una gran zona de aparcamientos aunque hay que tener en cuenta que, los sábados por la mañana, no se puede estacionar en la calle paralela a la carretera nacional puesto que se instala el mercadillo.
En autobús de línea, desde Málaga coger el autobús de la empresa ALSA (Alsina Graells). Hay dos opciones:
- La línea Málaga-Nerja Cuevas
- Málaga-Torrox (ambas líneas tienen parada en Caleta de Vélez).

La línea local es la línea 4 que une Almayate con Caleta de Vélez, implantada en julio de 2012.

## Cultura

### Fiestas
- Primera quincena de mayo, Romería Marinera.
- Primer fin de semana de julio, Ferias y Fiestas.
- 15 y 16 de julio Fiestas Marineras en honor a la Virgen del Carmen, patrona de los caleteños, organizadas por la Cofradía de Pescadores de Caleta. El día 15 se realiza una verbena en la zona de la Lonja del Puerto Pesquero, así como otras actividades diversas. El día 16 se celebra, a las 10:00 a. m., la misa en honor a la Virgen del Carmen, en la parroquia local. A continuación se celebra una paella popular en la Lonja de Pescadores para, a las 21:00 horas, realizar la procesión de Ntra Señora por las calles de la localidad. Una vez llegada al puerto, se realiza la procesión marinera de especial importancia y belleza para los lugareños y visitantes.

### Gastronomía
La cocina presenta una variedad muy rica en sabores de origen mediterráneo y se apoya especialmente en el pescado frito, el aceite de oliva axárquico y en la salazón de pescado. Entre los platos típicos destacan: 
- De primeros platos: sopas blancas con pescado blanco como: araña, etc., caldereta de pescado, arroz caldoso con pescado, guisado de calabaza con sardinas, cazuela de fideos con gambas y pintarroja, cazuela de patatas con raya, sopa de tomates con boqueroncillos, etc.
- De segundos platos: fritura de "pescaíto", los boquerones en vinagre, anchoas, espetos de sardinas, chopo frito, etc.
- Ensaladas: el chambao o la pipirrana, pimientos asados, tomate "aliñao" con ajos, etc.
- Postres: batata cocida, que se prepara especialmente en Semana Santa. Tienen fama las tortas de aceite.

En la actualidad se demanda mucho lo conocido como "el tapeo". Por lo tanto la mayoría de los bares de la localidad se han tenido que ir actualizando para complacer las necesidades de los clientes. 
Para los vecinos y los turistas es ya algo típico de la zona que se suele hacer entre las 12:30 y las 14:00 del mediodía, sobre todo los fines de semana. 
Un ejemplo para tapear es el bar La Parada, que ganó hace unos años el primer premio de la ruta de la tapa. El restaurante Chin chin puerto recibió en enero de 2019 el Premio José Luis Barrionuevo al mejor restaurante de la Academia de Gastronomía de Málaga .